# Merchandising
Merchandising (anhörenⓘ) ist eine Disziplin des Handelsmarketings, die sich mit der Warenplatzierung, Warenpräsentation und Ladengestaltung im stationären Einzelhandel beschäftigt. Sie ist mit der Einführung der Selbstbedienung entstanden, bei der die Waren (englisch the merchandise) und nicht das Personal den Verkauf entscheidend beeinflussen.
Jahrzehnte später wurde der Begriff Merchandising für die Vermarktung von Fanartikeln zu bekannten Stars und Marken übernommen.

## Entwicklung des Merchandisings im Handelsmarketing
Merchandising entstand erstmals im Einzelhandel der USA, während der deutsche Einzelhandel wesentlich später und mit Besonderheiten das Merchandising aufgriff.

### Merchandising im Einzelhandel der USA
Vorreiter in der Selbstbedienung war der Einzelhandel in den USA. Wolfgang König datiert in seinem Buch Geschichte der Konsumgesellschaft den ersten SB-Store auf 1916 in Memphis und den ersten SB-Supermarkt auf 1930 in Queens. Michael Wildt beschreibt in Die Kunst der Wahl die neue Funktion der Waren: „Man lässt sie gewissermaßen selbst sprechen, selbst anbieten und mit dem Kunden ‚flirten‘.“ Dafür muss das Merchandising verkaufsfördernde Lösungen finden.
Mit dem Siegeszug der Selbstbedienung etablierte sich Merchandising auch als Studiengang an den Universitäten der USA. 2023 werden 9 Studiengänge zum Bachelor in Merchandising bei Keystone angegeben. Oft sind sie schon auf eine Branche spezialisiert wie „Apparel, Retail Merchandising and Design“ für die Modebranche an der North Dakota University mit dem höchsten Abschluss eines master’s degree in Merchandising.
In der Wertschöpfungskette von der Produktentwicklung bis zum Verkauf an die Konsumenten wird dabei oft von Retail Merchandising gesprochen, um Merchandising im Einzelhandel (englisch retail) zu verorten und von Fanartikeln abzugrenzen. Diese vernetzte Betrachtungsweise des Merchandisings ist heute immer wichtiger, da im Rahmen der Vertikalisierung des Handels immer mehr Einzelhändler Handelsmarken entwickeln und produzieren lassen und immer mehr Hersteller eigene Stores und Shops betreiben.
Adam Hayes stellt 2022 in seinem Artikel Merchandising: How Companies Entice Customers To Spend (deutsch: Merchandising: Wie Unternehmen Kunden zum Ausgaben verlocken) für das Dictionary von Investopedia den Nutzen von Merchandising für Einzelhändler noch umfassender dar:

„Merchandising is important for retailers looking to cultivate their brand, improve the experience of customers, compete with others in the sector, and ultimately, drive sales. (deutsch: ‚Merchandising ist wichtig für Einzelhändler, die ihre Marke pflegen, das Erlebnis der Kunden verbessern, mit anderen in der Branche konkurrieren und letztendlich den Umsatz steigern möchten.‘)“

Zu den vielfältigen Maßnahmen des Merchandisings führt Adam Hayes unter der Überschrift Merchandising Strategies im selben Artikel aus:

„Merchandisers employ a number of different strategies to attract buyers to make purchases, including window and in-store displays, strategic grouping of products, well-stocked shelves that have a clear signage, the highlighting of certain promotional products, samples and other freebies, in-store demonstrations, and other instore advertisements. (deutsch: ‚Merchandiser erarbeiten eine Vielzahl an verschiedenen Strategien, um Käufer anzuregen, Einkäufe zu tätigen, einschließlich der Warenpräsentationen im Schaufenster und im Laden, die strategische Gruppierung von Produkten, gut bestückte Regale mit einer klaren Beschilderung, Muster und andere Werbegeschenke, anschauliche Darstellungen im Laden und andere Werbemaßnahmen innerhalb des Geschäfts.‘)“

### Merchandising im Einzelhandel der BRD
Nach 1945 musste der Einzelhandel in Deutschland weitgehend neu aufgebaut werden. Das verzögerte auch die Verbreitung der Selbstbedienung. 1960 warb Bauhaus auf einem Plakat zur Eröffnung seines ersten Baumarktes auf 600 m² in Mannheim in großen Lettern mit der Neuheit „Selbstbedienung“ und dem zweimaligen Hinweis „Kein Warten“.
Gleichzeitig überstieg die schnell wachsende Nachfrage der Konsumenten im Wirtschaftswunder der BRD das Angebot der Hersteller, so dass sie gegenüber den Einzelhändlern eine starke Marktposition innehatten. Sie konnten Bedingungen für die Belieferung des Einzelhändlers stellen wie etwa die Zusicherung von festen Regalstrecken nur für ihre Markenprodukte. Heute ist das noch an den abgegrenzten Marken-Präsentationen von Maggi und Knorr in deutschen Supermärkten zu erkennen. A. F. Eber beschreibt 1991 in seinem Buch Erfolgreiche Merchandising-Strategien Methoden, mit denen Hersteller im Einzelhandel ihre Markenpräsenz sichern können.
Aus dieser Historie entstand in Deutschland eine spezielle Definition des Merchandisings, die sich im Kompakt Lexikon Marketing von Gabler 2008 noch wiederfindet:

„Merchandising, Gesamtheit aller verkaufsaktiven Maßnahmen, die Hersteller beim Handel durchführen. Im Wesentlichen wird darunter die sog. Regalarbeit (Warenpräsentation) verstanden bzw. die Dispositionsoptimierung am Verkaufsregal.“

Erst mit dem Überangebot an Waren und dem dadurch entstehenden Kampf der Einzelhändler um Kunden entwickelt sich auch in Deutschland Merchandising als eigenständige Disziplin des Handelsmarketings.
Wilhelm Kreft, seit 1994 Professor an der Universität Hannover, stellt in seinem Buch Ladenplanung. Merchandising-Architektur in den Mittelpunkt seiner Definition die Denkweise aus Sicht der Kunden des Einzelhändlers:

„Merchandising, vertriebsorientiert bedeutet:
- Die Erwartungen des Konsumenten an Waren und Dienstleistungen aufzunehmen und zu erfüllen,
- das Sortiment kundenlogisch, bedarfsorientiert ordnen,
- Bedarfsbündelungen bilden,
- fachkompetent betreuen,
- über die Sortimentserfüllung hinaus Anregungen geben,
- den Nutzen der Konsumenten herausstellen,
- Sortimentsleistungen garantieren.“

Andreas Henneberger, seit 1990 Dozent für Merchandising an der DHBW Heidenheim, stellt in seinem Buch Intelligente Warenpräsentation kann Kunden begeistern. 20 Schritte zum erfolgreichen Merchandising bei seiner Definitionen die Erwartungen von Kunden und von Einzelhändlern an das Merchandising gegenüber:

„Merchandising ist die Kunst eines Einzelhandels-Unternehmens, das Wechselverhältnis zwischen Kundenwünschen, Käuferverhalten und Warenangebot so zu analysieren, dass die Platzierung und Präsentation des Sortiments und die Ladengestaltung zum höchstmöglichen Verkaufserlös und zur höchstmöglichen Kundenbindung führt.“

## Aufgabenbereiche des Merchandisings
Die in den Definitionen beschriebenen vielfältigen Aufgaben des Merchandisings im stationären Einzelhandel lassen sich in drei Bereiche gliedern:

### Warenplatzierung

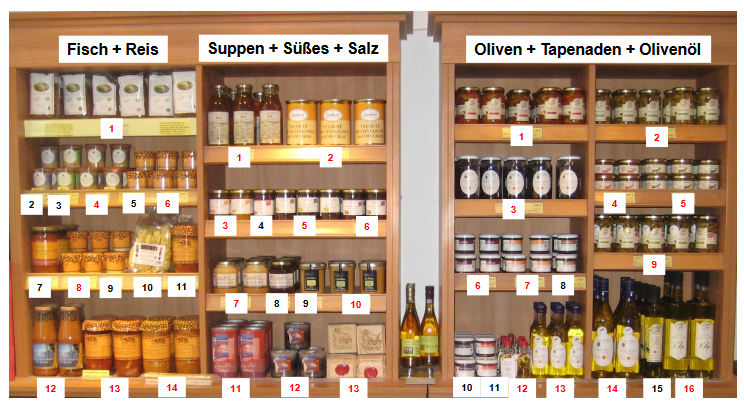
Nummerierter Bestückungsplan von 3 Modulen mit Delikatessen bei Wein, Olive und mehr in Regensburg, 2019

Dabei wird vom Einzelhändler festgelegt, wo jeder einzelne Artikel in welchen Mengen in seinem Geschäft platziert wird. Dies geschieht in Bestückungsplänen (siehe 1. Abbildung), in denen auch die Anzahl der Frontstücke, auch Facings genannt, definiert wird. Im englischen Sprachraum wird diese Feinarbeit Micro Merchandising genannt. Zunehmend geschieht dies mit digitalen Planogrammen.
In beiden Formen wird im Warenwirtschaftssystem des Einzelhändlers eine Bestückungsliste zu jedem Platzierungsmodul hinterlegt, aus der Umsatz- und Rohertragszahlen pro Artikel ermittelt und auf einen Wert pro Modul verdichtet werden können. Durch die Umrechnung auf Regalmeter in lfm oder auf die Platzierungsfläche in m² wird die Produktivität der Platzierungseinheiten im Controlling vergleichbar.
Die Platzierungsmengen eines Merchandising-Konzepts werden auch auf die Verpackungseinheiten abgestimmt. Ein Grundsatz des Discounts ist es, in der Logistik vom Hersteller bis in das Regal pro Artikel mit einem Umkarton oder einer Palette zu agieren.

### Warenpräsentation

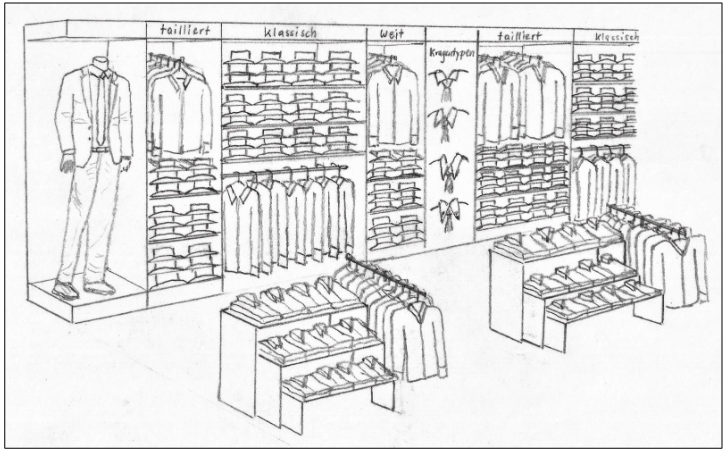
Skizze einer aufsteigenden Warenpräsentation von aufgebügelten und verpackten Business-Hemden

Dabei wird vom Einzelhändler festgelegt, wie seine Ware zum Kunden hin dargestellt wird. Dabei ist es wichtig, die Schokoladenseite des Artikels zu zeigen. So werden Business-Hemden für Herren traditionell nur verpackt präsentiert, statt sie wie Damenblusen auch auf Bügeln (siehe 2. Abbildung) zu zeigen.
Mit der Warenpräsentation werden auch die geeigneten Warenträger sowie ihre Höhe und damit die Ladeneinrichtung bzw. der Ladenbau festgelegt. In der 2. Abbildung wurde eine aufsteigende Warenpräsentation gewählt. Dieses Arenaprinzip ist typisch für die Präsentation modischer Sortimente.
Zur Warenpräsentation gehört auch die hervorgehobene Wareninszenierung von Neuheiten, Trendartikeln, Angeboten und weiteren Eye Catchern auf der Verkaufsfläche oder in Schaufenstern. Diese Aktivitäten werden als Visual Merchandising bezeichnet. Visual Merchandiser ist heute die übliche Bezeichnung für die früheren Dekorateure oder Schauwerbegestalter.

### Ladengestaltung
Dabei wird vom Einzelhändler festgelegt, in welchem Umfeld seine Ware auf seine Kunden wirken soll. Dazu gehören die Gestaltung von Böden, Wänden und Decken, die Beleuchtung und der Einsatz von Musik und Düften. Damit soll eine unverwechselbare Ladenatmosphäre geschaffen werden.
Jörn Redler macht in seinem Buch Die Store Brand deutlich, dass die Ladengestaltung ein Teil des Markenauftritts eines Einzelhandelunternehmens ist:

„Wird für eine Store Brand eine erlebnisbezogene Positionierung verfolgt, dann besteht im Laden als multisensorisch und interaktiv erfahrbarer Point-of-Purchase eine hervorragende Möglichkeit, diese Positionierung erfahrbar zu machen … Ansatzpunkte zur Erlebnisgestaltung mittels Verkaufsraumdesign sind vor allem Architektur, Warenträger, Raumgestaltung und Medien.“

## Disziplinen des Merchandisings
Lothar Müller-Hagedorn entwickelt 2005 drei Aktionsparameter der Verkaufsraumgestaltung: Entscheidungen über die Gestaltung der Einkaufsatmosphäre, über die Bildung und Anordnung von Platzierungseinheiten und über die Zuteilung von Regalflächenkapazitäten.
Sabine Haller stellt 2008 in diesen drei Gestaltungsbereichen zwei entgegengesetzte Trends fest: Das Streben nach Komplexitätsreduktion und das nach Abwechslung, Neuem und Erlebnisbereichen. Sie erweitert gleichzeitig die POS-Kommunikation um den Einsatz von Instore-Medien bis hin zu interaktiv nutzbaren Multimedia-Terminals.
Andreas Henneberger entwickelt diese Aspekte weiter zu drei Disziplinen des Merchandisings, die sich aus dem Wechselverhältnis zwischen Kunden und Waren im stationären Einzelhandel ergeben:

### Passives Merchandising

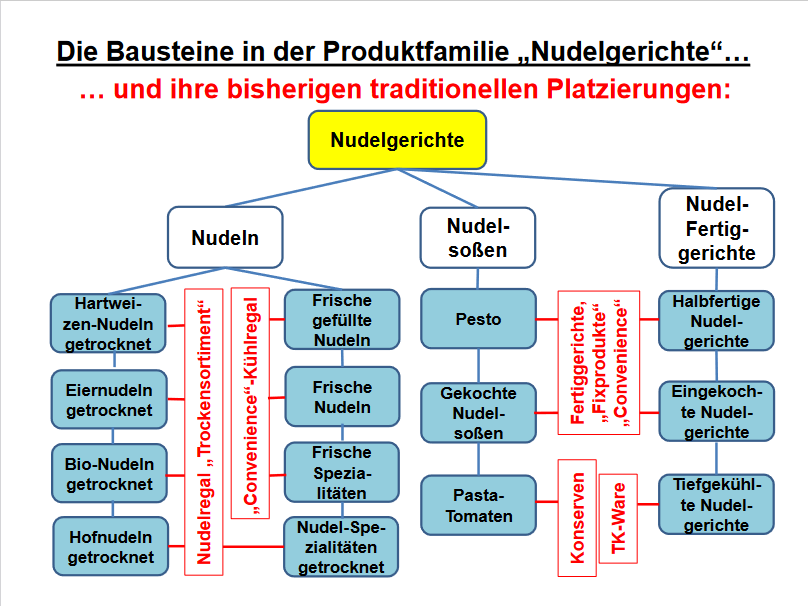
Bausteine der Produktfamilie Nudelgerichte aus Kundensicht (blau) und traditionelle Zuordnung (rot)

Dabei reagiert das Merchandising auf das Kaufverhalten seiner Kunden, um ihnen einen unkomplizierten Zielkauf zu ermöglichen. Der Einzelhändler nimmt die Logik seiner wichtigsten Zielgruppen auf und strukturiert danach sein Warenangebot. Bei funktionalen Sortimenten wird eine anwendungsbezogene Sortierung der Warengruppen passend zu Kundenprojekten bevorzugt und bei modischen Sortimenten die Sortierung nach Stilrichtungen.
Die Warengruppen werden ebenfalls aus Kundensicht zu Produktfamilien zusammengefasst (siehe 3. Abbildung). Das passive Merchandising wirkt sich damit auf das Category Management aus und kann bestehende Strukturen wie im Beispiel in Frage stellen. Es muss auf Forschungsergebnissen zum Konsumentenverhalten und Analysen des Kundenverhaltens basieren.
Zum passiven Merchandising gehört auch die Anordnung der Abteilungen auf der Verkaufsfläche, damit die Kunden alle Sortimente leicht erreichen können.

### Kommunikatives Merchandising
Dabei versucht das Merchandising, den Kunden, die nach einer Problemlösung suchen, das Warenangebot verständlich zu machen. Denn vor einer Kaufentscheidung zwischen Alternativen kommunizieren Kunden intensiv mit den in Frage kommenden Waren, indem sie Informationen lesen, Waren in die Hand nehmen oder ausprobieren und sie dabei jeweils neu bewerten.
Das kommunikative Merchandising unterstützt diesen Prozess durch ausgepackte Muster, Anwendungsbeispiele, Probiermöglichkeiten und Informationen zu Produkten und Projekten. Dabei werden zunehmend digitale Instrumente wie Touchscreen-Terminals mit Auswahlprogrammen und Erklärvideos oder QR-Codes mit Links auf Detailinformationen eingesetzt.
Das kommunikative Merchandising setzt eine Ermittlung typischer Kundenfragen und der häufigsten Probleme bei der Nutzung der angebotenen Produkte voraus.

### Aktives Merchandising
Dabei versucht das Merchandising, das Warenangebot den Besuchern so attraktiv zu präsentieren, dass Kaufimpulse erzeugt und vorhandener Bedarf geweckt wird. Unerwartete und auffällige Warenpräsentationen schaffen Inspirationen und heben Angebote hervor. Die Ladengestaltung bietet so immer wieder neue Eindrücke und animiert zum Einkaufsbummel bzw. Shopping.
Dieses Einkaufserlebnis setzt eine Ladenatmosphäre voraus, die dem Lebensstil, den Einstellungen und Motivationen der wichtigsten Zielgruppen entspricht. Deshalb setzt das aktive Merchandising eine Zielgruppenanalyse voraus.

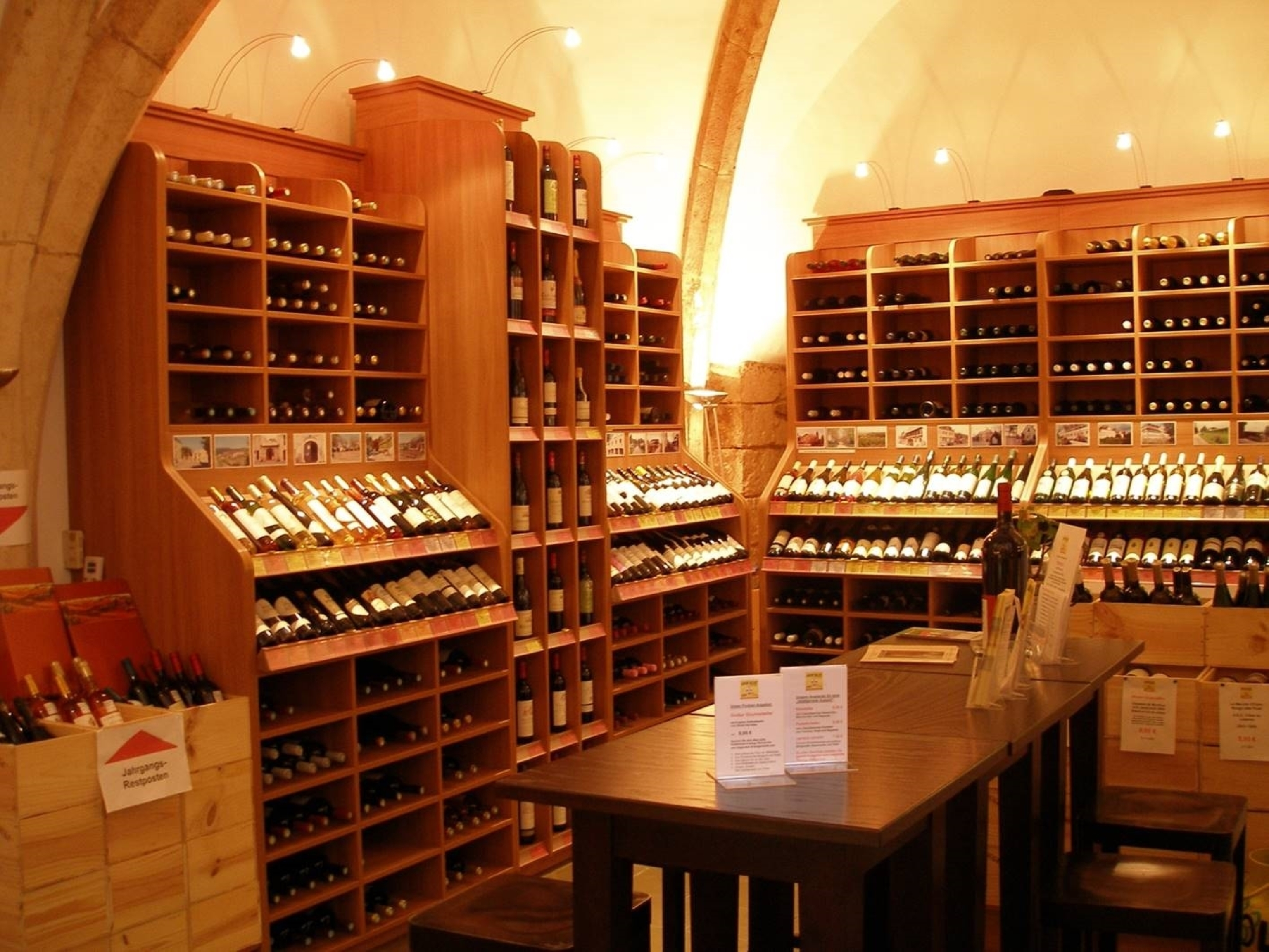
Merchandising des Fachgeschäfts von Wein, Olive und mehr in Regensburg zur Eröffnung 2006

Alle drei Disziplinen wirken in einem Merchandising-Konzept zusammen wie im Beispiel eines Fachgeschäfts (siehe 4. Abbildung): Das Angebot an Weinen ist in den Regalen verständlich strukturiert (passiv), zwei Musterebenen in Sicht- und Griffhöhe erleichtern einen Vergleich der Weine (kommunikativ) und die Optik der Warenträger, die Beleuchtung und die Tische für Weinproben ergeben eine Atmosphäre für Weingenießer (aktiv).

## Kritik
Merchandising steht immer wieder in der Kritik von Verbraucherschützern, weil es Kunden dazu verführen kann, ungewollte Einkäufe zu tätigen. Silke Schwartau und Armin Valet haben in ihrem Buch Vorsicht Supermarkt! Wie wir verführt und betrogen werden dazu Beispiele aus ihrer Sicht zusammengestellt.

## Merchandising als Vermarktung von Fanartikeln

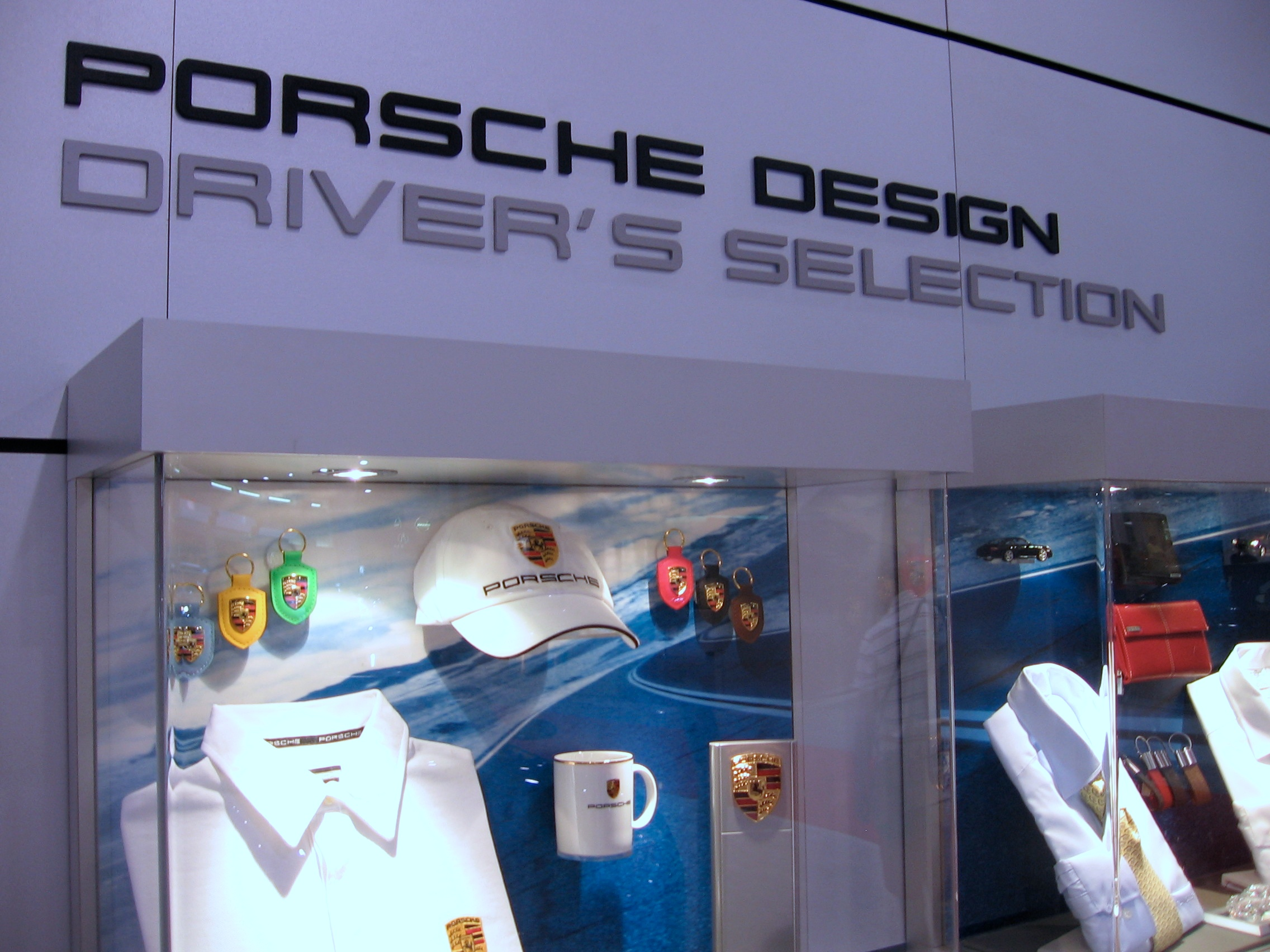
Merchandising von Porsche

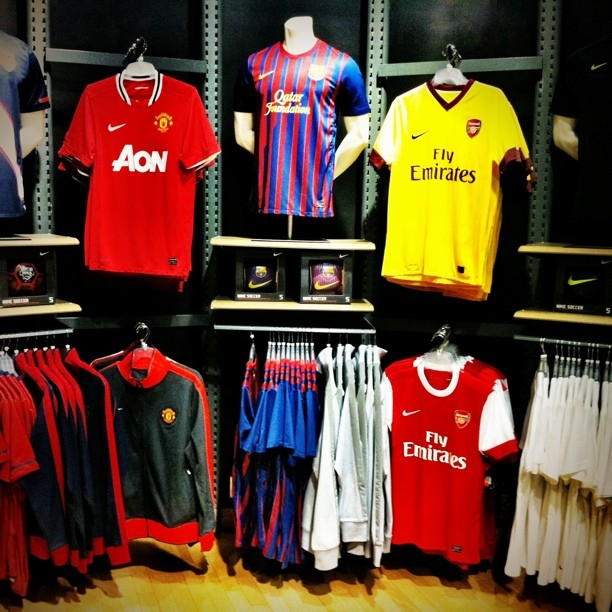
Merchandising mit Sportkleidung und den Marken von Fußballvereinen, ihren Sponsoren und dem Hersteller

Eine ganz andere Bedeutung hat Merchandising bei der Lizenzierung (englisch licensing), wo der Begriff Merchandising für die Vermarktung von Figuren, Personen und Symbolen (englisch character-licensing) aus Film, Fernsehen oder Sport (Sportmarketing) auf den unterschiedlichsten Produkten genutzt wird. Auch auf Popkonzerten wird diese Form genutzt. In Frage kommen Kleidung (wie Kappen, Schals, T-Shirts), Accessoires (wie Buttons, Schlüsselanhänger, Sticker) oder sonstige Gegenstände (wie Klebebilder, Schulmappen und Spielzeug). Spezielle Merchandising-Agenturen verkaufen hierzu die Nutzungsrechte. Archetyp ist Walt Disneys Micky Maus, seit 1930 omnipräsent auf allen erdenklichen Artikeln und in Disney-Parks weltweit. Frühes Beispiel sind in Deutschland seit 1963 die Mainzelmännchen. Im Medienbereich (Kino und Fernsehen) schließlich bedeutet Merchandising den ergänzenden Verkauf von begleitendem Material zu einer bestimmten Fernsehsendung (wie Die ultimative Chartshow) oder einem bestimmten Kinofilm (wie Star Wars) durch Bücher oder CDs und DVDs.

### Wirtschaftliche Aspekte
Das Merchandising dient der Marktbearbeitung durch Einsatz eines Marketing-Mix, der wie beispielsweise beim Lizenzierungs-Merchandising aus einem Hauptprodukt resultierende Ableger-Produkte zur Vermarktung anbietet. Beim Starkult ist das „Hauptprodukt“ der Star, vom Merchandising entwickelte „Nebenprodukte“ sind Autogramme, Fotos und Merchandising-Artikel. Dahinter steckt das Marketing-Ziel der Gewinnmaximierung, um das vollständige Marktpotenzial ausschöpfen zu können. Merchandising dient der Verkaufsförderung und der Kundenbindung. Nicht selten werden Merchandising-Objekte zu begehrten Sammlerobjekten.

### Beispiele

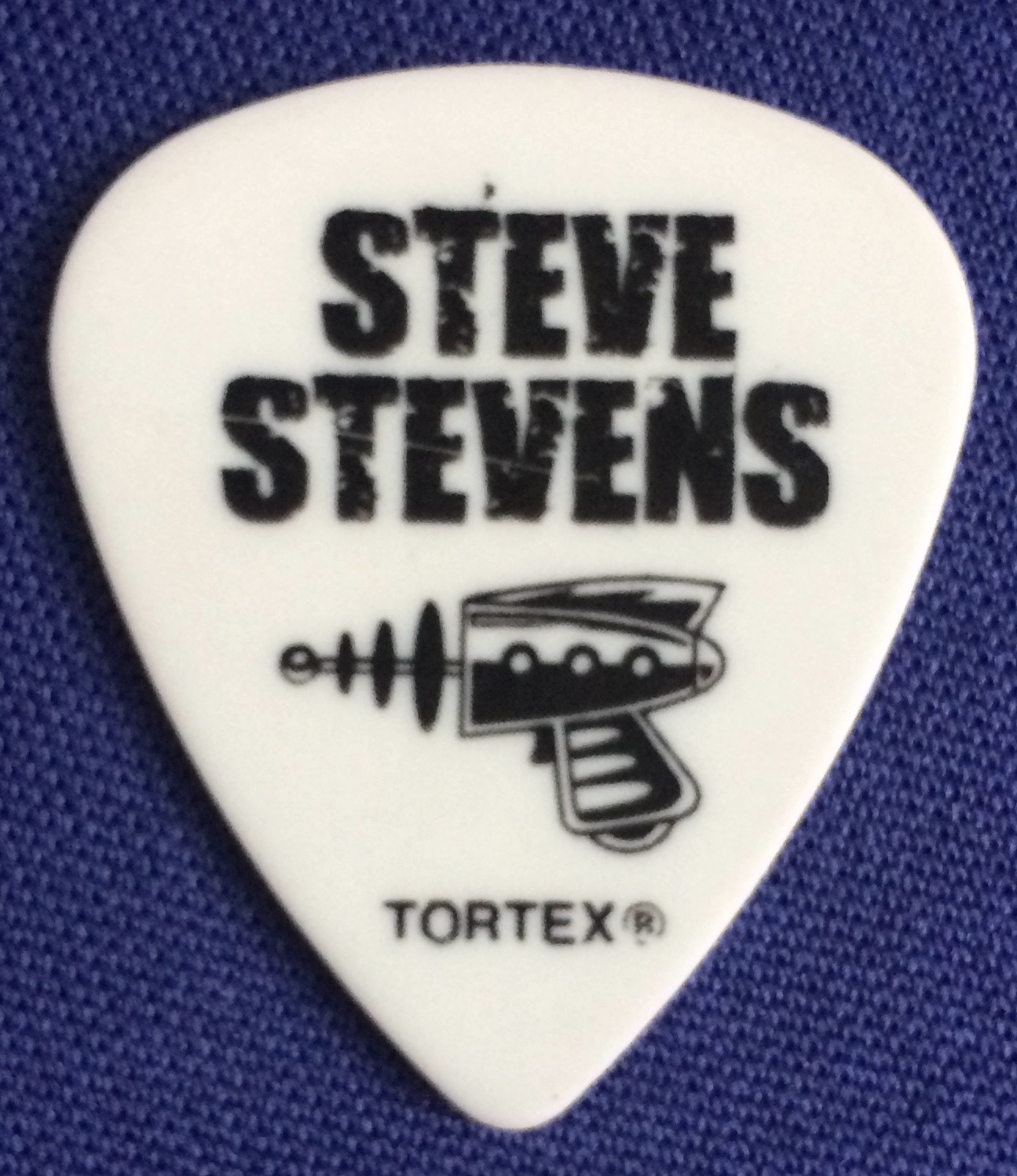
Plektrum als Merchandising-Produkt für Musiker

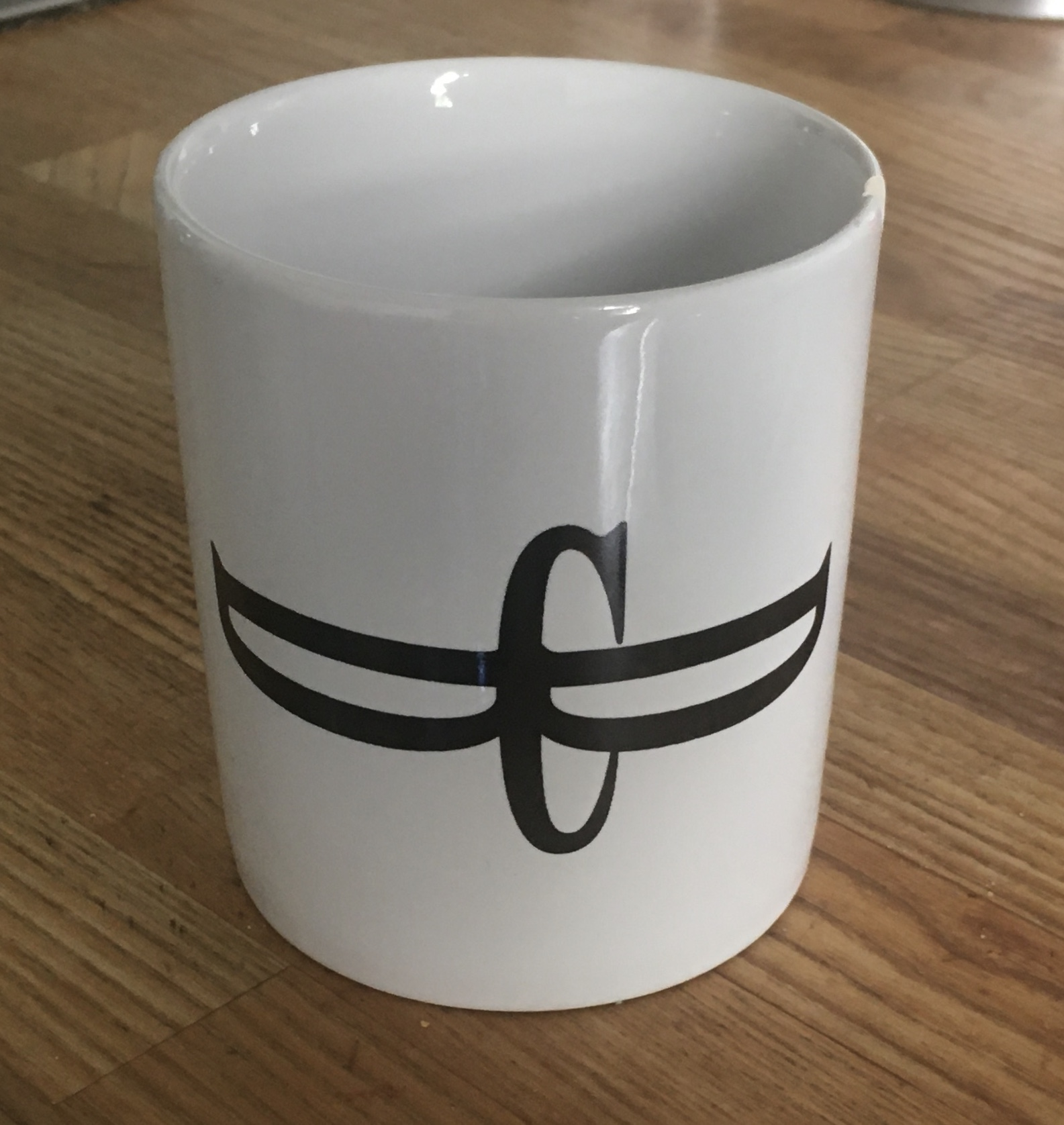
Große Kaffeetassen sind ein klassischer Merchandising-Artikel, der von Popgruppen bis hin zu Großkonzernen eingesetzt wird, hier mit dem Logo der australisch-britischen Band Dead Can Dance

- Bekannte Comicfiguren mit großem Merchandising-Angebot: Micky Maus, Spider-Man, Batman, Garfield;
- Bekannte Filme mit großem Merchandising-Angebot: Star Wars, Jurassic Park, Star Trek, Harry Potter, Transformers;
- Bekannte Musiker, insbesondere der Rock- und Pop-Musik, mit großem Merchandising-Angebot: Michael Jackson, The Rolling Stones, Bob Marley;
- Bekannte Sportler oder Sport-Mannschaften (Sportmarken) mit großem Merchandising-Angebot: David Beckham, FC Bayern München, Borussia Dortmund;
- Bekannte Videospiele mit großem Merchandising-Angebot: Pokémon, Super Mario, Sonic the Hedgehog, Final Fantasy, Need for Speed.

Häufig ist das Hauptprodukt ein Kinofilm oder Unterhaltungskünstler, dessen Charakter dann verwertet wird. Auch der umgekehrte Fall existiert, etwa indem eine Zeichentrickserie entwickelt wird, um bereits vorhandenes Spielzeug besser vermarkten zu können (bei „He-Man and the Masters of the Universe“ oder „Transformers“).
Die Palette der Merchandising-Produkte reicht dabei von Video-, Bild- und Tonträgern über Bücher, Sammelalben und Computerspiele bis zu Sammelartikeln wie Figuren, Bausätzen, Modellen, Klebebildchen, Tradingcards usw. und Gebrauchsartikeln wie Tellern, Tassen, Schlüsselanhängern, Kleidungsstücken (insbesondere T-Shirts, Trikots, Sweatshirts, Collegejacken, Regenjacken, Kostüme) usw.
Merchandising wird bei Musikern auch in kleinem Rahmen oft genutzt: Viele Newcomer-Bands generieren durch Merchandising ihre ersten Einkünfte. Hauptsächlich finden hier Textilien wie T-Shirts Anwendung.
Manche Kinofilme oder Künstler haben mit ihren Merchandising-Erlösen mehr Umsatz und/oder Gewinn erwirtschaftet als mit ihren Einspielergebnissen. Teilweise haben Filme oder Sportclubs bereits vor der Filmpremiere oder einer Meisterschaft bereits durch die Erlöse aus Merchandising-Verträgen ihre Kosten gedeckt oder übertroffen. Das ist insbesondere dann oft der Fall, wenn das Produkt (der Künstler, Sportler, die fiktive Figur, der Protagonist eines Films oder ein sonstiges Objekt), der Gegenstand der Merchandising-Maßnahmen ist, auch ein Objekt einer ausgeprägten Fankultur ist, wenn also das Produkt den Charakter eines Stars oder eines Kultobjektes hat. Merchandisingprodukte avancieren dann in den Status von Fandevotionalien. Parodistisch wird das Merchandise teils auch im Film selbst thematisiert, etwa in Mel Brooks’ Spaceballs. Star Wars gilt als erster Film, mit dem große Merchandising-Einnahmen, die sogar die Einnahmen durch den Film selbst überstiegen, gemacht wurden. Davor galt Merchandising in der Filmindustrie nur als kleines Nebeneinkommen.
Aus der Produktion von Zeichentrick- oder anderen Trickfilm-Serien ist Merchandising inzwischen nicht mehr wegzudenken, um bereits vor ihrer Ausstrahlung eine Teilrefinanzierung ihrer Produktionskosten zu gewährleisten. Die an die Lizenznehmer und ihre Erzeugnisse adaptierten Motive werden entweder direkt durch die jeweiligen Lizenzagenten geliefert oder durch spezialisierte Studios maßgeschneidert angefertigt.

## Belege
1. ↑  Wolfgang König: „Geschichte der Konsumgesellschaft“, Franz Steiner Verlag, 2000, Seite 100, ISBN 978-3-515-07650-0
2. ↑  Michael Wildt: „Die Kunst der Wahl.“ in: Hannes Siegrist, Helmut Kaelble, Jürgen Kocka: Europäische Konsumgeschichte, Frankfurt am Main, New York, 1997, Seite 318, ISBN 978-3-593-35754-6
3. ↑   abgerufen am 28. August 2023 unter Keystone Bachelorstudies
4. ↑  Website der North Dakota University zum Studiengang „Apparel, Retail Merchandising and Design“
5. ↑   Merchandising im Dictionary von Investopedia, abgerufen am 27. August 2023
6. ↑   Merchandising im Dictionary von Investopedia, abgerufen am 27. August 2023
7. ↑  Plakat der BAUHAUS AG von 1960 in: Andreas Henneberger: Intelligente Warenpräsentation kann Kunden begeistern. 20 Schritte zum erfolgreichen Merchandising. epubli.com, 2023, Seite 25, ISBN 978-3-7575-7708-7
8. ↑  A. F. Eber: Erfolgreiche Merchandising-Strategien, Ueberreuter, 1991, ISBN 978-3-8000-9134-8
9. ↑  Ludwig G. Poth, Gudrun S. Poth, Marcus Pradel: Gabler Kompakt-Lexikon Marketing, 3. Auflage, Gabler, 2008, Seite 277, ISBN 978-3-8349-0141-5
10. ↑  Wilhelm Kreft: Ladenplanung. Merchandising-Architektur. Strategie für Verkaufsräume. Verlagsanstalt Alexander Koch, 1993, Seite 65, ISBN 978-3-87422-609-7
11. ↑   Andreas Henneberger: Intelligente Warenpräsentation kann Kunden begeistern. 20 Schritte zum erfolgreichen Merchandising. epubli.com, 2023, Seite 65, ISBN 978-3-7575-7708-7
12. ↑   Types of Merchandising in mba SKOOL, abgerufen am 29. August 2023
13. ↑   Drei gleiche Berufsbezeichnungen bei indeed, abgerufen am 1. September 2023
14. ↑  Jörn Redler: Die Store Brand. Einkaufsstätten als Marke verstehen, aufbauen und steuern. Springer Gabler, 2018, Seite 252 und Seite 255, ISBN 978-3-658-09708-0
15. ↑  Lothar Müller-Hagedorn: Handels-Marketing, 4. Auflage, Verlag W. Kohlhammer, 2005, Seite 397–414, ISBN 978-3-17-018432-9
16. ↑  Sabine Haller: Handelsmarketing, 3. Auflage, Friedrich Kiehl Verlag, 2008, Seite 344–360, ISBN 978-3-470-47873-9
17. ↑   Andreas Henneberger: Intelligente Warenpräsentation kann Kunden begeistern. 20 Schritte zum erfolgreichen Merchandising. epubli.com, 2023, Seite 55–64, ISBN 978-3-7575-7708-7
18. ↑  Silke Schwartau, Armin Valet: Vorsicht Supermarkt! Wie wir verführt und betrogen werden, Rowohlt Taschenbuch Verlag, 2007, ISBN 978-3-499-62315-8
19. ↑  Joachim Seebohn, Gabler Kompakt-Lexikon Werbepraxis, 2001, S. 149
20. ↑  Oliver Henschel, Lexikon Eventmanagement, 2010, S. 132
21. ↑  Karin Böll, Merchandising und Licensing, 1999, S. 15
22. ↑  Oliver Henschel, Lexikon Eventmanagement, 2010, S. 132
23. ↑  Ruth Hörnlein, A bright galaxy of stars: Die Entwicklung des Filmstars aus filmhistorischer Sicht, 2003, S. 25
24. ↑  Peter Hammann/Lars Schmidt/Michael Welling (Hrsg.), Ökonomie des Fußballs, 2004, S. 422